# Haustellum rubidum
Haustellum rubidum är en snäckart som först beskrevs av F. C. Baker 1897.  Haustellum rubidum ingår i släktet Haustellum och familjen purpursnäckor. Inga underarter finns listade i Catalogue of Life.